# (564) Дуду
(564) Дуду (нем. Dudu) — астероид главного пояса, который принадлежит к спектральному классу S. Он был открыт 9 мая 1905 года немецким астрономом Паулем Гёцем в Гейдельбергской обсерватории и назван в честь персонажа романа «Так говорил Заратустра» Фридриха Ницше.